# L'Altraveu per Castellar
L'Altraveu per Castellar (L'AxC), popularment conegut com a L'Altraveu, és un partit polític de Castellar del Vallès (Vallès Occidental) nascut el 2007. Té com a objectius l'aprofundiment de polítiques socials tals com la protecció del medi ambient i el dret a l'habitatge, així com el foment de la cultura i l'educació, sempre des d'una òptica participativa i assembleària. S'organitza estructuralment en: assemblea general (òrgan plenari), equip de coordinació (òrgan executiu) i comissions (òrgans sectorials). Forma part de les Candidatures Alternatives del Vallès (CAV) i això els permet tenir representació al Consell comarcal del Vallès Occidental.

## Història
L'Altraveu nasqué l'any 2007 i es presentà a les eleccions municipals com a «agrupació d'electores i electors, independent i no adscrita a cap partit polític». Fou la primera candidatura en la història de Castellar en usar aquest format, d'ençà que es va regular per primera vegada aquesta possibilitat a la Llei Orgànica del Règim Electoral General (art. 187) l'any 1985. En aquells comicis van obtenir 782 vots (8,86%) i dos regidors al consistori. L'any 2011 i amb vistes a les properes eleccions locals, es va constituir com a partit polític. A les eleccions municipals de 2011 va revalidar els dos regidors que tenia amb 927 vots (9,41%).
L'11 de novembre de 2012, durant el període de campanya a les eleccions al Parlament de Catalunya, decidí donar suport a la CUP-Alternativa d'Esquerres, tot i no demanar el vot explícitament. En un comunicat oficial manifestà que la CUP «representa un moviment de base, assembleari, que aglutina molts moviments socials, que porta un programa de renovació i radicalitat democràtica, crític amb el sistema econòmic actual i que proposa alternatives a l'actual situació de crisi agreujada per l'estafa econòmica que estem patint amb la complicitat de la majoria de partits polítics amb representació institucional». D'aquesta forma es convertí en la sisena candidatura del municipalisme alternatiu del Vallès que donà suport a la CUP-AE, juntament amb Independents per Mollet, COP de Ripollet, Compromís per Cerdanyola, Esquerra Alternativa de Barberà i Entesa per Sabadell.
El 24 de maig
de 2015 es presentà a les eleccions municipals amb el nom de Nosaltres 
Decidim Castellar-Candidatures Alternatives del Vallès-Poble Actiu 
(NOSDECAV-CAV-PA) obtenint 1626 vots i 4 regidors.
Bona part de la seva militància provingué originàriament dels moviments ecologistes més actius a la comarca, com ara, aquells en defensa de la creació del Parc Natural de Sant Llorenç del Munt i l'Obac, la lluita contra el Memorial Park (cementiri privat) l'any 1987 i, més recentment, contra el trasllat del Zoo de Barcelona a Torre Turull o l'oposició a la creació del polígon industrial Can Bages. Dins del ple de l'ajuntament i des de l'oposició, ha realitzat mocions en contra del polígon Can Bages, de la connexió a la xarxa Ter-Llobregat i del gasoducte Martorell-Figueres, a favor de la creació d'un pla director de la bicicleta, d'un nou sistema de tarifes de l'aigua sota criteris de fiscalitat ecològica, així com ha mostrat suport a ordenances municipals de foment de l'estalvi. El juny de 2012, fruit del seu discurs i pràctica crítica, fou exclòs de l'acte oficial d'estrena del nou Centre d'Atenció Primària de Castellar del Vallès, en el qual hi participà el conseller de Salut de la Generalitat de Catalunya Boi Ruiz.